# Кігітов Єгор Андрійович
Є́гор Андрі́йович Кігі́тов (2000—2022) — український спортсмен. Солдат Збройних сил України, учасник російсько-української війни. Майстер спорту України.

## З життєпису
Народився 2000 року. Член збірної України з кульової стрільби. Був студентом другого курсу Олімпійського коледжу імені Іванна Піддубного. Чемпіон і призер всеукраїнських змагань з фехтування на рапірах.
Долучився до лав захисників з перших днів повномасштабної війни. Потрапив під обстріли з рашистських «Градів» — у будівлю, де Єгор переховувався, влучив снаряд і спалахнула пожежа. Тоді він зазнав сильних опіків, але відмовився проходити повноцінну реабілітацію та повернувся на фронт. Військовослужбовець 24-ї окремої механізованої бригади.
Загинув 18 квітня 2022 року в бою з окупантами.

## Нагороди
- майстер спорту України
- неурядовий «Хрест Героя» (посмертно)
- Орден «За мужність» III ступеня (посмертно)[2]